# Miss France 1948
 (février 2016).
Si vous disposez d'ouvrages ou d'articles de référence ou si vous connaissez des sites web de qualité traitant du thème abordé ici, merci de compléter l'article en donnant les références utiles à sa vérifiabilité et en les liant à la section « Notes et références ».
Miss France 1948, 18e édition du concours Miss France a lieu le 11 juin 1948, au Club des Champs-Élysées, à Paris. 
Jacqueline Donny, Miss Paris 1947 remporte le titre. Elle est ensuite élue Miss Europe 1948.

## Déroulement
Il y avait 37 candidates.

## Classement final
| Résultat final   | Candidate        | Région               |
| ---------------- | ---------------- | -------------------- |
| Miss France 1948 | Jacqueline Donny | Miss Paris           |
| 1re dauphine     |                  | Miss Marche-Limousin |
| 2e dauphine      |                  | Miss Roussillon      |
| 3e dauphine      |                  | Miss Anjou           |
| 4e dauphine      |                  | Miss Littoral Nord   |